# Страдалово
Страдалово е село в Западна България. То се намира в община Невестино, област Кюстендил.

## География
Село Страдалово се намира в планински район. Разположено е в южните склонове на Осоговска планина, в долината на река Елешница. Намира се на разстояние 25 км от село Невестино.

## История
За първи път селото се споменава в регистър от 1576 г. като Истрадалово. Има различни легенди, обясняващи произхода на името му. Според едната легенда селяните са дошли от Сръбско, за да избягат от турските издевателства там. Но те са ги проследили и са изклали почти цялото население, което се е заселило там. Хората много са изстрадали, затова и името на селото е Страдалово.
Има и още една версия за произхода на името на селото. Един момък си харесал мома от съседно село и я откраднал. Само че хората дошли да си я приберат и се получили безредици, при които имало убити.
Третата легенда гласи, че жител на селото не давал дъщеря си на турците, въпреки мъченията (отрязали му ръцете и му извадили очите). Това е отразено в разказа: „Защо селото се нарича Страдалово?“, поместен в изследването: „Кюстендилският говор“ (1965).

## Население
Численост и дял на етническите групи според преброяването на населението през 2011 г.:
|                     | Численост | Дял (в %) |
| Общо                | 56        | 100,00    |
| Българи             | 56        | 100,00    |
| Турци               | 0         | 0,00      |
| Цигани              | 0         | 0,00      |
| Други               | 0         | 0,00      |
| Не се самоопределят | 0         | 0,00      |
| Неотговорили        | 0         | 0,00      |

## Културни и природни забележителности
В селото има пропаст. Тя се е образувала преди около 80 години по време на земетресение.